# نوتنغهام الشمالية (دائرة انتخابية في المملكة المتحدة)
نوتنغهام الشمالية  (بالإنجليزية: Nottingham North)‏ هي إحدى الدوائر الانتخابية في المملكة المتحدة الممثلة في مجلس العموم في برلمان المملكة المتحدة.
عضو البرلمان الذي يمثلها حالياً هو :Mr Graham Allen (Lab).